# 瀬名貞雄
瀬名 貞雄（せな さだお）は、江戸時代中期から後期にかけての旗本・故実家。武家故実・歴史・地理に関する著作をおこなった。『藩翰譜続編』の編纂や、大田南畝との『瀬田問答』で知られる。号は狐阡軒（こせんけん）。

## 生涯
旗本瀬名俊光の子として生まれる。諱ははじめ弌福（かずまさ）。
延享4年（1747年）11月29日、父の隠居により家督を継ぐ。寛延元年（1748年）3月28日、徳川家重に初謁。同年5月10日に大番となり、天明2年（1782年）7月6日まで務める。
寛政元年（1789年）8月26日、奥御祐筆組頭格となり、同年12月16日に布衣をゆるされる。平岡資模の『御九族記』編纂に関与し、『御九族記』完成後の寛政2年（1790年）5月22日にこれが賞されて時服2領を賜る。『藩翰譜続編』の編纂も進めたが、完成を見ることはできなかった。
寛政8年（1796年）10月12日、老齢を理由として職を辞し、旗本寄合席に列する。このとき、時服3領を賜る。『寛政譜』によれば同年11月17日死去。享年81。ただし『朝日日本歴史人物事典』によれば10月4日没とある。

## 著作
『瀬田問答』は、天明5年（1785年）から寛政2年（1790年）にかけて、大田南畝の質問に対して瀬名貞雄が回答したやりとりをまとめた書籍である。
このほか代表的著作として『今川家式』『武家職掌分類』『江戸割絵図』『改撰江戸志』『関東補任記』などが挙げられる。
瀬名家は遠江今川氏の一族（今川貞世の末裔）にあたり、明和2年（1772年）には今川一族の由緒を記した「今川一苗之記」（内閣文庫蔵）を著している。

## 系譜
- 父：瀬名俊光[3]
- 母：瀬名弌明の養女（実父は瀬名氏明）[3]
- 妻：一橋家侍女・堀井の養女[3]
  - 長男：瀬名貞如[3]
- 生母不明の子女
  - 女子：飯室昌許（仙太郎）の妻[6]
  - 二男：瀬名貞恒 - 孫松、幸之丞。村嶋清三郎猶脩の養子となるが、病のため実家に戻される[6]。

### 補足
- 瀬名家は瀬名弌明（幕臣としての3代目）が瀬名氏明（甚五郎。土屋知義の子）を婿養子に迎えていたものの、氏明は父に先立った。氏明には娘が2人あり、うち1人が弌明の養女との形式をとり、瀬名俊光（久保辰房の子）が婿養子に入った。